# EuroCity

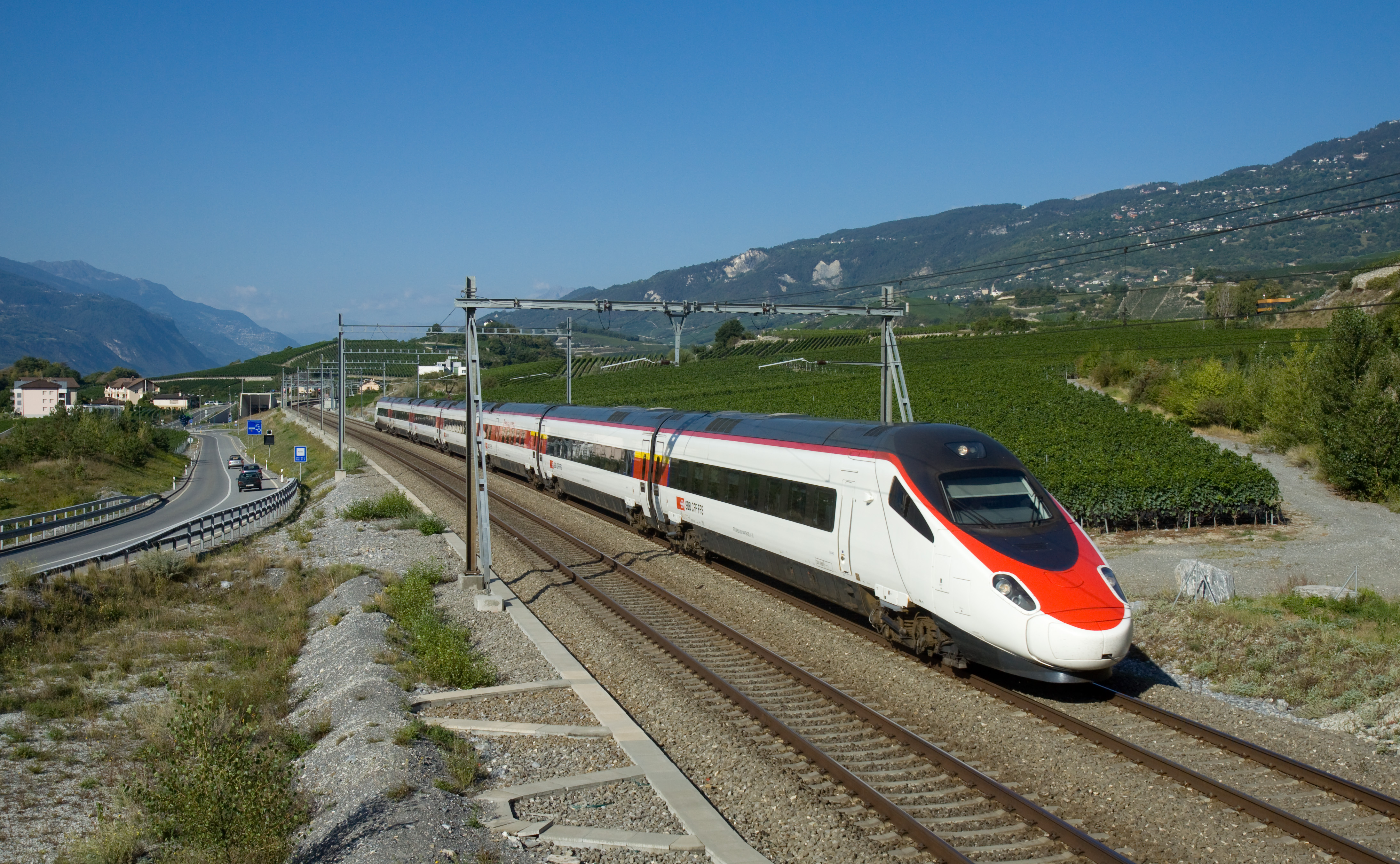
EuroCity 37 Женева — Венеція

Мережа EuroCity на 2010 рік

EuroCity (ЕС) — тип міжнародних поїздів європейської залізничної мережі, які відповідають певним фірмовим критеріям за системою «швидкість — комфорт — сервіс». Експлуатуються з 1987 року. До дії Шенгенської угоди прикордонний паспортний контроль здійснювався по ходу потяга без зупинок на прикордонних пунктах пропуску. З 1993 року — виключно денні із нічним прототипом «EuroNight».

## Критерії
- потяг курсує через дві та більше європейських країн
- всі вагони обладнані системами кондиціювання
- потяг типу «експрес» із зупинками лише у великих містах
- зупинка потяга не більше 5 хв, технічні зупинки до 15 хв
- протягом руху пасажирам доступні їжа та напої
- стюарди володіють не менше, ніж двома європейськими мовами, однією з яких є англійська, німецька або французька
- середня швидкість руху становить не менше 90 км/год, за винятком гірської місцевості та поромних переправ
- рух потяга виключно у денний час: відправлення після 6:00, прибуття — до 00:00.

З 1987 по 2010 роки мережа «EuroCity» значно скоротилася, що було зумовлено посиленням вимог до критеріїв системи, зокрема час відправлення та прибуття.

## Назви потягів
Потяги мережі мають власні назви та (або) позивні із префіксом «ЕС». Наприклад, один з потягів сполученням Відень — Прага має позивний (номер потяга) «EC 74/75» та назву «Johann Gregor Mendel». Система номерування та найменування потягів подібна системі фірмових потягів в Україні.